# Miami Ericsson Open 2009 - Qualificazioni singolare femminile
Le qualificazioni del singolare femminile del Miami Open 2009 sono state un torneo di tennis preliminare per accedere alla fase finale della manifestazione. I vincitori dell'ultimo turno sono entrati di diritto nel tabellone principale. In caso di ritiro di uno o più giocatori aventi diritto a questi sono subentrati i lucky loser, ossia i giocatori che hanno perso nell'ultimo turno ma che avevano una classifica più alta rispetto agli altri partecipanti che avevano comunque perso nel turno finale.
Le qualificazioni del Sony Ericsson Open  2009 prevedevano 48 partecipanti di cui 12 sono entrati nel tabellone principale.

## Teste di serie
1. Elena Vesnina (primo turno)
2. Roberta Vinci (primo turno)
3. Tamira Paszek (Qualificata)
4. Julie Coin (primo turno)
5. Séverine Brémond (ultimo turno)
6. Melinda Czink (ultimo turno)
7. Jarmila Groth (ultimo turno)
8. Patricia Mayr (Qualificata)
9. Kristina Barrois (primo turno)
10. Ayumi Morita (Qualificata)
11. Stéphanie Cohen-Aloro (primo turno)
12. Lucie Hradecká (primo turno)

1. Urszula Radwańska (primo turno)
2. Vania King (ultimo turno)
3. Tatjana Maria (primo turno)
4. Akgul Amanmuradova (ultimo turno)
5. Nastas'sja Jakimava (Qualificata)
6. Marija Korytceva (Qualificata)
7. Aravane Rezaï (Qualificata)
8. Camille Pin (ultimo turno)
9. Marta Domachowska (ultimo turno)
10. Jill Craybas (Qualificata)
11. Melanie South (ultimo turno)
12. Ioana Raluca Olaru (ultimo turno)

## Qualificati
1. Michaëlla Krajicek
2. Marija Korytceva
3. Tamira Paszek
4. Aravane Rezaï
5. Jill Craybas
6. Urszula Radwańska

1. Nastas'sja Jakimava
2. Patricia Mayr
3. Karolina Šprem
4. Ayumi Morita
5. Mariana Duque-Marino
6. Julia Görges

## Tabellone

### Legenda
| - Q = Qualificato - WC = Wild card - LL = Lucky loser | - ALT = Alternate - SE = Special Exempt - PR = Protected Ranking | - w/o = Walkover - r = Ritirato - d = Squalificato |

### Sezione 1
|  | Primo turno | Primo turno        | Primo turno        | Primo turno | Primo turno |  |  | Ultimo turno | Ultimo turno       | Ultimo turno       | Ultimo turno | Ultimo turno |  |
|  |             |                    |                    |             |             |  |  |              |                    |                    |              |              |  |
|  |             | Michaëlla Krajicek | Michaëlla Krajicek | 7           | 6           |  |  |              |                    |                    |              |              |  |
|  | 1           | Elena Vesnina      | Elena Vesnina      | 65          | 4           |  |  |              | Michaëlla Krajicek | Michaëlla Krajicek | 7            | 6            |  |
|  | 20          | Camille Pin        | Camille Pin        | 6           | 6           |  |  | 20           | Camille Pin        | Camille Pin        | 63           | 1            |  |
|  |             | Émilie Loit        | Émilie Loit        | 2           | 1           |  |  |              |                    |                    |              |              |  |

### Sezione 2
|  | Primo turno | Primo turno          | Primo turno          | Primo turno | Primo turno |  |  | Ultimo turno | Ultimo turno         | Ultimo turno         | Ultimo turno | Ultimo turno |  |
|  |             |                      |                      |             |             |  |  |              |                      |                      |              |              |  |
|  |             | Anastasija Rodionova | Anastasija Rodionova | 6           | 6           |  |  |              |                      |                      |              |              |  |
|  | 2           | Roberta Vinci        | Roberta Vinci        | 2           | 3           |  |  |              | Anastasija Rodionova | Anastasija Rodionova | 2            | 2            |  |
|  | 18          | Marija Korytceva     | Marija Korytceva     | 6           | 7           |  |  | 18           | Marija Korytceva     | Marija Korytceva     | 6            | 6            |  |
|  |             | Andrea Petković      | Andrea Petković      | 4           | 68          |  |  |              |                      |                      |              |              |  |

### Sezione 3
|  | Primo turno | Primo turno      | Primo turno | Primo turno | Primo turno |  |  | Ultimo turno | Ultimo turno  | Ultimo turno  | Ultimo turno | Ultimo turno |  |
|  |             |                  |             |             |             |  |  |              |               |               |              |              |  |
|  | 3           | Tamira Paszek    | 6           | 4           | 6           |  |  |              |               |               |              |              |  |
|  |             | Zi Yan           | 2           | 6           | 4           |  |  | 3            | Tamira Paszek | Tamira Paszek | 6            | 6            |  |
|  | 23          | Melanie South    | 1           | 6           | 6           |  |  | 23           | Melanie South | Melanie South | 1            | 0            |  |
|  |             | Stéphanie Dubois | 6           | 3           | 2           |  |  |              |               |               |              |              |  |

### Sezione 4
|  | Primo turno | Primo turno               | Primo turno               | Primo turno | Primo turno |  |  | Ultimo turno | Ultimo turno    | Ultimo turno    | Ultimo turno | Ultimo turno |  |
|  |             |                           |                           |             |             |  |  |              |                 |                 |              |              |  |
|  |             | Stefanie Vögele           | 6                         | 65          | 7           |  |  |              |                 |                 |              |              |  |
|  | 4           | Julie Coin                | 4                         | 7           | 64          |  |  |              | Stefanie Vögele | Stefanie Vögele | 6(1)         | 3            |  |
|  | 19          | Aravane Rezaï             | Aravane Rezaï             | 6           | 6           |  |  | 19           | Aravane Rezaï   | Aravane Rezaï   | 7            | 6            |  |
|  |             | Michelle Larcher De Brito | Michelle Larcher De Brito | 1           | 2           |  |  |              |                 |                 |              |              |  |

### Sezione 5
|  | Primo turno | Primo turno       | Primo turno      | Primo turno | Primo turno |  |  | Ultimo turno | Ultimo turno     | Ultimo turno | Ultimo turno | Ultimo turno |  |
|  |             |                   |                  |             |             |  |  |              |                  |              |              |              |  |
|  | 5           | Séverine Brémond  | Séverine Brémond | 6           | 6           |  |  |              |                  |              |              |              |  |
|  |             | Alberta Brianti   | Alberta Brianti  | 1           | 1           |  |  | 5            | Séverine Brémond | 6            | 5            | 3            |  |
|  | 22          | Jill Craybas      | 7                | 2           | 6           |  |  | 22           | Jill Craybas     | 3            | 7            | 6            |  |
|  |             | Sesil Karatančeva | 5                | 6           | 4           |  |  |              |                  |              |              |              |  |

### Sezione 6
|  | Primo turno | Primo turno        | Primo turno        | Primo turno | Primo turno |  |  | Ultimo turno | Ultimo turno      | Ultimo turno      | Ultimo turno | Ultimo turno |  |
|  |             |                    |                    |             |             |  |  |              |                   |                   |              |              |  |
|  | 6           | Melinda Czink      | 6                  | 3           | 7           |  |  |              |                   |                   |              |              |  |
|  |             | Petra Martić       | 4                  | 6           | 5           |  |  | 6            | Melinda Czink     | Melinda Czink     | 3            | 1            |  |
|  |             | Urszula Radwańska  | Urszula Radwańska  | 6           | 6           |  |  |              | Urszula Radwańska | Urszula Radwańska | 6            | 6            |  |
|  | 13          | Rosana De Los Rios | Rosana De Los Rios | 0           | 4           |  |  |              |                   |                   |              |              |  |

### Sezione 7
|  | Primo turno | Primo turno         | Primo turno       | Primo turno | Primo turno |  |  | Ultimo turno | Ultimo turno        | Ultimo turno | Ultimo turno | Ultimo turno |  |
|  |             |                     |                   |             |             |  |  |              |                     |              |              |              |  |
|  | 7           | Jarmila Groth       | Jarmila Groth     | 7           | 6           |  |  |              |                     |              |              |              |  |
|  |             | Varvara Lepchenko   | Varvara Lepchenko | 63          | 3           |  |  | 7            | Jarmila Groth       | 7            | 4            | 2            |  |
|  | 17          | Nastas'sja Jakimava | 6                 | 5           | 6           |  |  | 17           | Nastas'sja Jakimava | 68           | 6            | 6            |  |
|  |             | Christina McHale    | 4                 | 7           | 0           |  |  |              |                     |              |              |              |  |

### Sezione 8
|  | Primo turno | Primo turno       | Primo turno       | Primo turno | Primo turno |  |  | Ultimo turno | Ultimo turno      | Ultimo turno | Ultimo turno | Ultimo turno |  |
|  |             |                   |                   |             |             |  |  |              |                   |              |              |              |  |
|  | 8           | Patricia Mayr     | Patricia Mayr     | 6           | 2           |  |  |              |                   |              |              |              |  |
|  |             | Elena Baltacha    | Elena Baltacha    | 0           | 0r          |  |  | 8            | Patricia Mayr     | 6            | 1            | 6            |  |
|  | 21          | Marta Domachowska | Marta Domachowska | 6           | 6           |  |  | 21           | Marta Domachowska | 2            | 6            | 3            |  |
|  |             | Ol'ga Savčuk      | Ol'ga Savčuk      | 0           | 1           |  |  |              |                   |              |              |              |  |

### Sezione 9
|  | Primo turno | Primo turno        | Primo turno        | Primo turno | Primo turno |  |  | Ultimo turno | Ultimo turno       | Ultimo turno       | Ultimo turno | Ultimo turno |  |
|  |             |                    |                    |             |             |  |  |              |                    |                    |              |              |  |
|  |             | Karolina Šprem     | Karolina Šprem     | 7           | 6           |  |  |              |                    |                    |              |              |  |
|  | 9           | Kristina Barrois   | Kristina Barrois   | 5           | 4           |  |  |              | Karolina Šprem     | Karolina Šprem     | 6            | 6            |  |
|  | 16          | Akgul Amanmuradova | Akgul Amanmuradova | 6           | 6           |  |  | 16           | Akgul Amanmuradova | Akgul Amanmuradova | 1            | 1            |  |
|  |             | Sloane Stephens    | Sloane Stephens    | 3           | 2           |  |  |              |                    |                    |              |              |  |

### Sezione 10
|  | Primo turno | Primo turno            | Primo turno            | Primo turno | Primo turno |  |  | Ultimo turno | Ultimo turno | Ultimo turno | Ultimo turno | Ultimo turno |  |
|  |             |                        |                        |             |             |  |  |              |              |              |              |              |  |
|  | 10          | Ayumi Morita           | Ayumi Morita           | 6           | 6           |  |  |              |              |              |              |              |  |
|  |             | Virginia Ruano Pascual | Virginia Ruano Pascual | 4           | 2           |  |  | 10           | Ayumi Morita | Ayumi Morita | 7            | 6            |  |
|  | 14          | Vania King             | Vania King             | 6           | 6           |  |  | 14           | Vania King   | Vania King   | 5            | 4            |  |
|  |             | Gail Brodsky           | Gail Brodsky           | 2           | 3           |  |  |              |              |              |              |              |  |

### Sezione 11
|  | Primo turno | Primo turno           | Primo turno           | Primo turno | Primo turno |  |  | Ultimo turno         | Ultimo turno         | Ultimo turno         | Ultimo turno | Ultimo turno |  |
|  |             |                       |                       |             |             |  |  |                      |                      |                      |              |              |  |
|  |             | Mariana Duque-Marino  | Mariana Duque-Marino  | 6           | 6           |  |  |                      |                      |                      |              |              |  |
|  | 11          | Stéphanie Cohen-Aloro | Stéphanie Cohen-Aloro | 0           | 2           |  |  | Mariana Duque-Marino | Mariana Duque-Marino | Mariana Duque-Marino | 6            | 6            |  |
|  |             | Tatjana Maria         | Tatjana Maria         | 6           | 6           |  |  | Tatjana Maria        | Tatjana Maria        | Tatjana Maria        | 4            | 4            |  |
|  | 15          | Maret Ani             | Maret Ani             | 3           | 4           |  |  |                      |                      |                      |              |              |  |

### Sezione 12
|  | Primo turno | Primo turno        | Primo turno        | Primo turno | Primo turno |  |  | Ultimo turno | Ultimo turno       | Ultimo turno | Ultimo turno | Ultimo turno |  |
|  |             |                    |                    |             |             |  |  |              |                    |              |              |              |  |
|  |             | Julia Görges       | Julia Görges       | 6           | 6           |  |  |              |                    |              |              |              |  |
|  | 12          | Lucie Hradecká     | Lucie Hradecká     | 3           | 3           |  |  |              | Julia Görges       | 65           | 6            | 7            |  |
|  | 24          | Ioana Raluca Olaru | Ioana Raluca Olaru | 6           | 6           |  |  | 24           | Ioana Raluca Olaru | 7            | 3            | 63           |  |
|  |             | Julia Boserup      | Julia Boserup      | 2           | 1           |  |  |              |                    |              |              |              |  |